# Мрежњача
Мрежњача (лат. retina, мрежа) је најдубљи слој ткива ока који је осетљив на светлост већине кичмењака и неких мекушаца. Оптика ока ствара фокусирану дводимензионалну слику визуелног света на мрежњачи, која ту слику преводи у електричне нервне импулсе до мозга како би се створила визуелна перцепција. Мрежњача има функцију аналогну функцији филма или сензора слике у камери.
Нервна мрежњача се састоји од неколико слојева неурона међусобно повезаних синапсама и подржана је спољним слојем пигментираних епителних ћелија. Примарне ћелије које осећају светлост у мрежњачи су ћелије фоторецептора, које су две врсте: штапићи и чепићи. Штапићи функционишу углавном при слабом светлу и пружају црно-бели вид. Чепићи функционишу у добро осветљеним условима и одговорне су за перцепцију боја, као и за вид високе оштрине који се користи за задатке као што је читање. Трећи тип ћелије осетљиве на светлост, фотосензитивне ганглијске ћелије, важне су за увлачење циркадијалних ритмова и рефлексних одговора као што је рефлекс светлости зенице.
Светлост која удара у мрежњачу покреће каскаду хемијских и електричних догађаја који на крају покрећу нервне импулсе који се шаљу у различите визуелне центре мозга кроз влакна оптичког нерва. Нервни сигнали из штапића и чепића се подвргавају обради од стране других неурона, чији излаз има облик акционих потенцијала у ретиналним ганглијским ћелијама чији аксони формирају оптички нерв. Неколико важних карактеристика визуелне перцепције може се пратити до ретиналног кодирања и обраде светлости.
У ембрионалном развоју кичмењака, ретина и оптички нерв настају као израслине мозга у развоју, посебно ембрионалног диенцефалона; стога се мрежњача сматра делом централног нервног система (ЦНС) и заправо је мождано ткиво. То је једини део ЦНС-а који се може визуализовати неинвазивно.

## Слојеви мрежњаче
Ретина кичмењака има десет различитих слојева. Од најближег до најудаљенијег од стакластог тела:
1. Унутрашња ограничавајућа мембрана – базална мембрана коју су разрадиле Милерове ћелије.
2. Слој нервних влакана – аксони тела ганглијских ћелија (имајте на уму да између овог слоја и унутрашње граничне мембране постоји танак слој стопала Милерових ћелија).
3. Слој ганглијских ћелија – садржи једра ганглијских ћелија, чији аксони постају влакна оптичког нерва, и неке измештене амакрине ћелије.[2]
4. Унутрашњи плексиформни слој – садржи синапсу између аксона биполарних ћелија и дендрита ганглијских и амакриних ћелија.[2]
5. Унутрашњи нуклеарни слој – садржи језгра и околна ћелијска тела (перикарија) амакриних ћелија, биполарних ћелија и хоризонталних ћелија.[2]
6. Спољашњи плексиформни слој – пројекције штапића и чепића који се завршавају у сферули штапа и педикулу конуса. Они праве синапсе са дендритима биполарних ћелија и хоризонталних ћелија.[2] У макуларној регији, ово је познато као Хенлеов слој влакана.
7. Спољни нуклеарни слој – ћелијска тела од штапића и чепића.
8. Спољашња ограничавајућа мембрана – слој који одваја унутрашње сегментне делове фоторецептора од њихових ћелијских језгара.
9. Унутрашњи сегмент / слој спољашњег сегмента – унутрашњи сегменти и спољашњи сегменти штапића и чепића. Спољни сегменти садрже високо специјализовани апарат за детекцију светлости.[5][6]
10. Ретинални пигментни епител – једнослојни кубоидни епител (са екструзијама које нису приказане на дијаграму). Овај слој је најближи судовњачи и обезбеђује исхрану и подржавајуће функције неуралној мрежњачи. Црни пигмент меланин у слоју пигмента спречава рефлексију светлости широм очне јабучице; ово је изузетно важно за јасну визију.[7][8][9]

## Фоторецептори
Фоторецептори реагују на светлост, а остале ћелије се активирају посредно, након активације фоторецептора. Код фоторецептора се завршава оптичка и започиње неурална фаза, јер фоторецептори врше и трансдукцију. Они садрже фотопигменте, обојене материје које примају светлост и бивају хемијски промењени. Када реагују на светлост, поделе се, док се у мраку регенеришу, како би поново могли да реагују на светлост. Разлагање фотопигмената доводи до промене електричног стања фоторецептора, а њихова промена доводи до промене електричног стања осталих ћелија у мрежњачи.
Електрично стање нервне ћелије може бити позитивно или негативно, у зависности од количине јона које садрже у односу на међућелијски простор. У мирујућем стању, фоторецептори су негативни. Када светлост делује на њих, они постају још више негативни, а када престане, враћају се у мање негативно стање.
Једини неурони који су директно осетљиви на светлост су ћелије фоторецептора:
- Штапићи, има их око 90 милиона[10] и служе за сналажење у мраку.
- Чепићи, има их око 4,5 милиона[10] и служе за сналажење по дану.

|                               | Штапићи                      | Чепићи                    |
| ----------------------------- | ---------------------------- | ------------------------- |
| Најзаступљенији у:            | Периферија                   | Фовеа централис           |
| Активирани током:             | Ноћи                         | Дана                      |
| Осетљивост на интензитет:     | Слабији интензитет светлости | Јачи интензитет светлости |
| Осетљивост на таласне дужине: | Максимално осетљиви          | Мање осетљиви од штапића  |
| Боје:                         | Виде само ахроматски         | Виде хроматски            |
| Реакција на мрак:             | Адаптирају се                | Адаптирају се знатно мање |

Када је реч о адаптацији у мраку, постоји и крива адаптација (промена прага током времена) и има два карактеристична дела: 
1. први део криве одржава адаптацију чепића, која траје око 10 минута, када они достижу максималну осетљивост и њихов праг се више не смањује
2. Други део криве одражава адаптацију штапића, који настављају да се адаптирају, тј. њихов праг се снижава и после 10 минута, до око 40 минута

## Грађа мрежњаче
Поред фоторецептора, у мрежњачи постоје још четири врсте неурона, који су расподељени у различитим слојевима. У фовеи су остали неурони размакнути у страну, тако да светлост може да стигне до фоторецептора. У осталим подручјима мрежњаче, светлост прво пролази кроз слојеве осталих неурона (који су доста провидни, али ипак апсорбују део светлости), а тек онда стиже до рецептора. 
Постоје амакринске, биполарне и амакрине ћелије мрежњаче које врше обраду сигнала. Ганглијске ћелије врше крајњу обраду и шаљу сигнал даље ка мозгу. Постоји неколико врста веза између неурона и мрежњаче:
1. Усходне везе - остварују их рецепторне, биполарне и ганглијске ћелије. Овим путем се сигнал "пење" до мозга. Ланац започиње рецепторним ћелијама, затим биполарним и на крају ганглијским ћелијама.
2. Попречне везе - остварују их хоризонталне и амакрине ћелије. Ове везе омогућавају контакте између суседних подручја мрежњаче. Хоризонталне ћелије су у синаптичком контакту са фоторецепторним ћелијама, са једним крајем биполарних и са другим хоризонталним ћелијама. Амакрине су у синаптичком контакту са другим биполарним ћелијама, са ганглијским и другим амакриним.
3. Слабо конвергентне везе - су у фовеи. До једне ганглијске ћелије долази информација од само неколико рецептора (чепића) и биполарних ћелија.
4. Јако конвергентне везе - дешава се у периферији мрежњаче, између биполарних и фоторецептора.
5. Дивергентне везе - један фоторецептор активира више биполарних ћелија.

Услед слабе конвергенције, оштрина вида је најјача у фовеи. 

## Доток крви
Ретина је стратификована у различите слојеве, од којих сваки садржи специфичне типове ћелија или ћелијске одељке који имају метаболизам са различитим нутритивним потребама. Да би се задовољили ови захтеви, офталмолошка артерија се рачва и снабдева мрежњачу преко две различите васкуларне мреже: хороидалне мреже, која снабдева жилницу и спољашњу ретину, и мреже мрежњаче, која снабдева унутрашњи слој мрежњаче.

### Циркулаторни механизми
На први поглед може се помислити да је ретина кичмењака „погрешно повезана” или „лоше дизајнирана”; али у ствари, ретина не би могла да функционише да није инвертована. Слој фоторецептора мора бити уграђен у пигментни епител ретине (РПЕ), који обавља најмање седам виталних функција, од којих је једна од најочигледнијих снабдевање кисеоником и другим неопходним хранљивим материјама потребним за функционисање фоторецептора. Ови хранљиви састојци укључују глукозу, масне киселине и ретинал. Процес појачања фоторецептора код сисара користи велике количине енергије за вид у фотопичним условима (захтева мање у скотопским условима) и, стога, захтева велику количину хранљивих материја које снабдевају крвни судови у судовњачи, која се налази изван РПЕ. Судовњача снабдева око 75% ових хранљивих материја мрежњачи, а васкулатури мрежњаче само 25%.

### Код птица
Мрежњача птица је лишена крвних судова, можда да би омогућила неометан пролаз светлости за формирање слика, што даје бољу резолуцију. Стога је промишљено гледиште да птичја мрежњача за исхрану и снабдевање кисеоником зависи од специјализованог органа, названог "пектен" или пектен окули, који се налази на слепој тачки или оптичком диску. Овај орган је изузетно богат крвним судовима и сматра се да снабдева птичју мрежњачу исхраном и кисеоником дифузијом кроз стакласто тело. Пектен је веома богат активношћу алкалне фосфатазе и поларизованим ћелијама у свом делу моста - и једно и друго одговара његовој секреторној улози. Пектенске ћелије су препуне тамних гранула меланина, за које се претпоставља да одржавају овај орган топлим апсорпцијом залутале светлости која пада на пектен. Сматра се да ово побољшава брзину метаболизма пектена, чиме се извози више нутритивних молекула како би се задовољиле строге енергетске потребе мрежњаче током дугих периода излагања светлости.